# Détroits
Pour les articles homonymes, voir Détroit (homonymie).

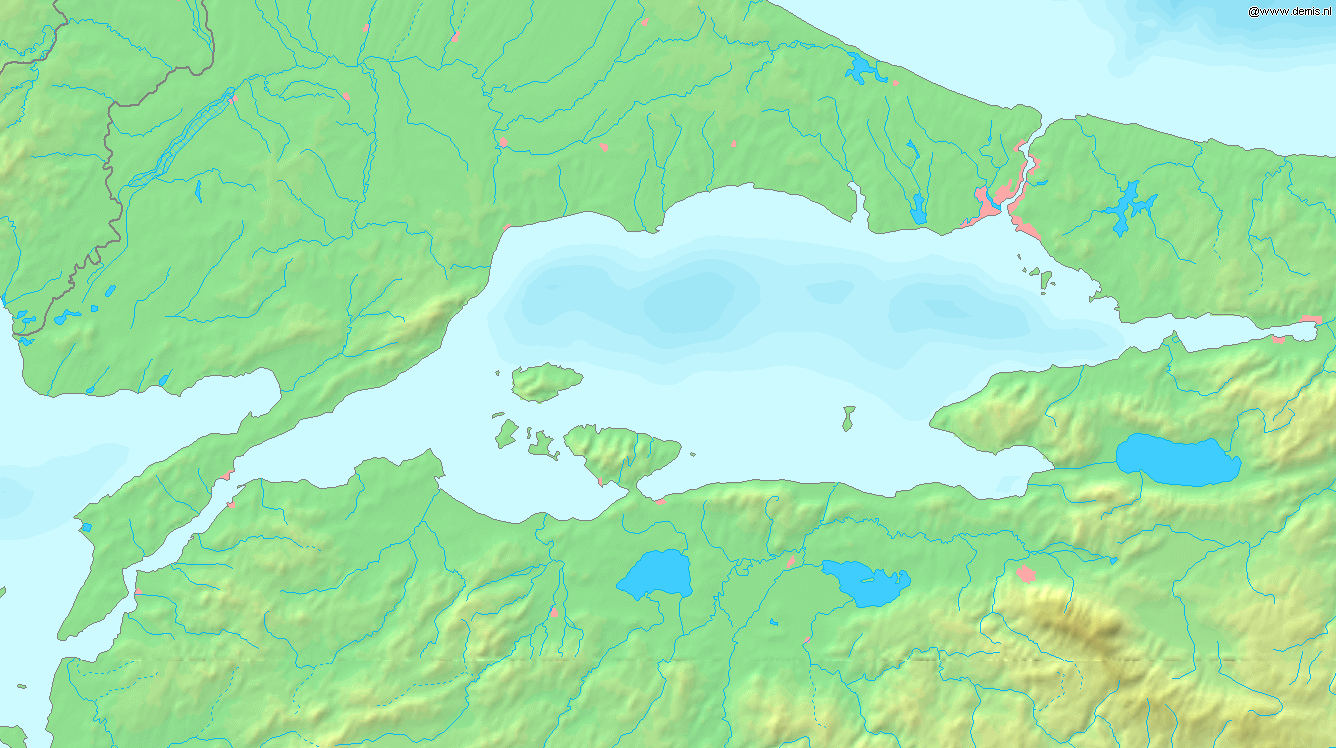
La mer de Marmara avec le détroit des Dardanelles au sud-ouest et le Bosphore au nord-est.

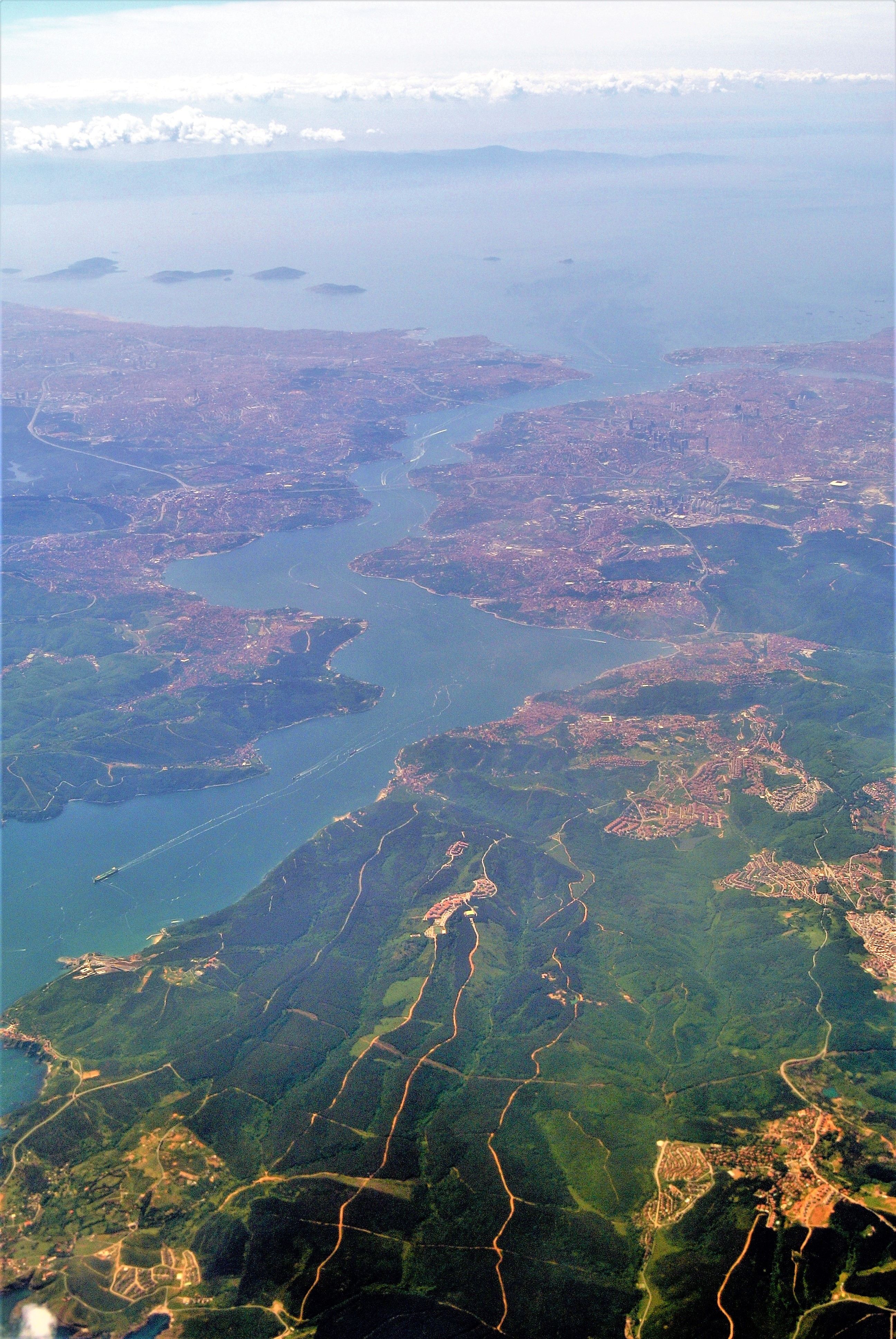
Vue aérienne du détroit du Bosphore, le sud et Istanbul à l'arrière-plan

Dans la politique européenne, les « Détroits » (substantivés, sans plus de précisions) sont la longue passe entre la mer Méditerranée et la mer Noire, marquée par le resserrement aux extrémités de la passe. Ils se composent du détroit des Dardanelles, long et très étroit, qui mène de la Méditerranée à la mer de Marmara, puis vient le détroit du Bosphore, qui conduit à la mer Noire.
Ce point de passage est depuis la plus haute Antiquité un enjeu de lutte, car son maître contrôle :
- sur le plan maritime, dans la direction nord-sud, les accès entre, du côté nord, les débouchés du Danube, les grandes plaines russes et les pays du Caucase et, du côté sud, la Méditerranée et donc le reste du monde ;
- sur le plan terrestre, dans le sens est-ouest, les passages entre l'Europe et l'Asie Mineure, et au-delà le Moyen-Orient et l'Asie (et donc un débouché de la route de la soie à une certaine époque).

C'est donc un facteur important de la politique des puissances méditerranéennes (ou qui souhaitent le devenir, comme l'Empire russe, dont le commerce souffre de l'absence de débouché sur une mer chaude et ouverte) d'obtenir le contrôle de la zone ou, au contraire, de restreindre les droits de la puissance locale : ainsi, de nombreux traités ont limité le droit de l'Empire ottoman et, actuellement, de la Turquie, d'entraver le commerce maritime passant par les Détroits, ou les taxes à verser.
Troie et Constantinople (devenue Istanbul) sont deux villes emblématiques de ce carrefour et des luttes qui s'y sont déroulées.